# Royal Botanic Gardens, Cranbourne

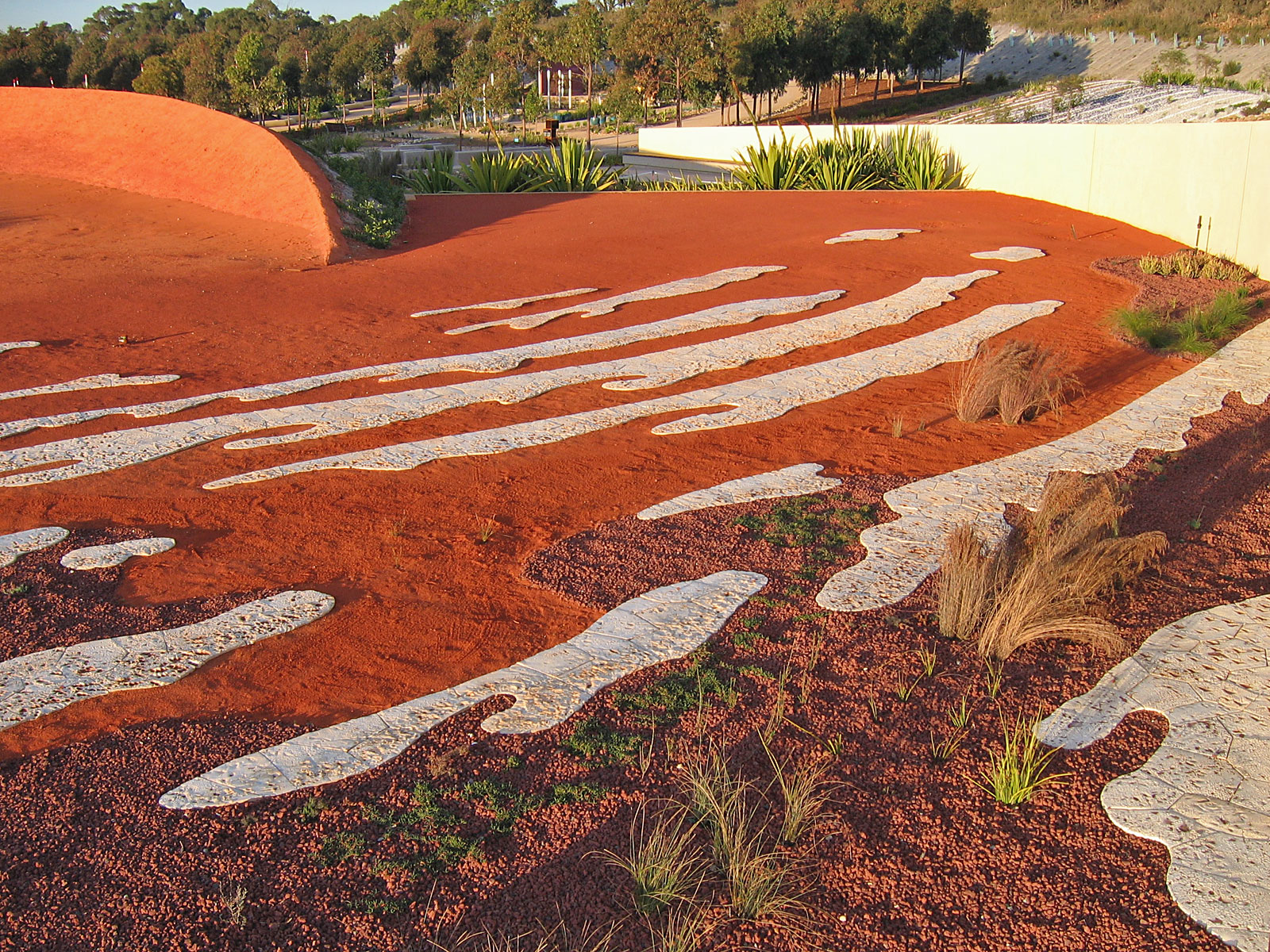
Ephemeral Lake Sculpture

Royal Botanic Gardens, Cranbourne (Královské botanické zahrady) jsou oddělením Royal Botanic Gardens v Melbourne. Nachází se na předměstí Cranbourne, asi 45 km jihovýchodně od centra města Melbourne v Austrálii.
Divize Cranbourne se specializuje na původní australskou flóru. Celková plocha tohoto oddělení botanické zahrady je 363 ha, včetně vřesovišť, mokřadů a lesů. Zahrady také poskytují útočiště pro původní ptactvo, savce a plazy, včetně některých vzácných a ohrožených druhů.
V Royal Botanic Gardens byla speciálně konstruována úprava s názvem Australian Garden. Tato část obsahuje řadu ukázkových zahrad a prvků, s cílem přiblížit krásu a rozmanitost australské krajiny a rostlin veřejnosti.
Kromě australské zahrady, část zahrady s buší obsahuje 10 kilometrů běžeckých tras, které zahrnují vyhlídkovou věž Trig Point Lookout tower, místa na piknik a grilování.

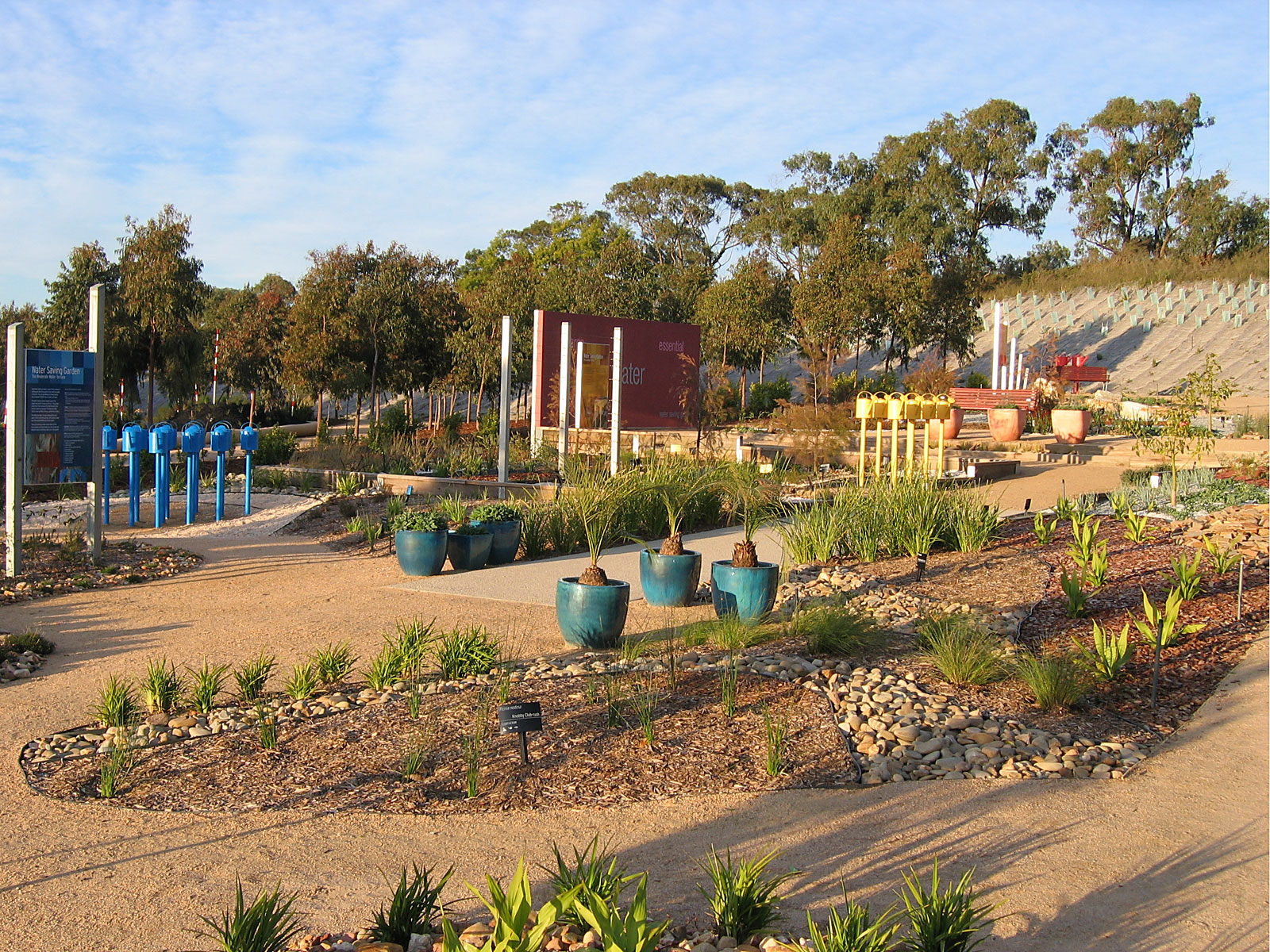
Water Saving Garden

## Australian Garden
Australian Garden umožňuje návštěvníkům, aby prozkoumali australské prostředí a dozvěděli se více o australských rostlinách. Obsahuje asi 100.000 rostlin a nabízí ukázky patnácti krajin a výstavní zahrady.
Australian Garden byla navržena ve spolupráci Taylor Cullity Lethlean Landscape Architects s Paulem Thompsonem (Plant Design Pty Ltd). Australian Garden získala řadu ocenění za design, ale je stále ve vývoji, v druhé fázi úprav pokrývajících dalších deset hektarů kde je plánované zahájení výstavby koncem roku 2007 a má být dokončeno do konce roku 2011.

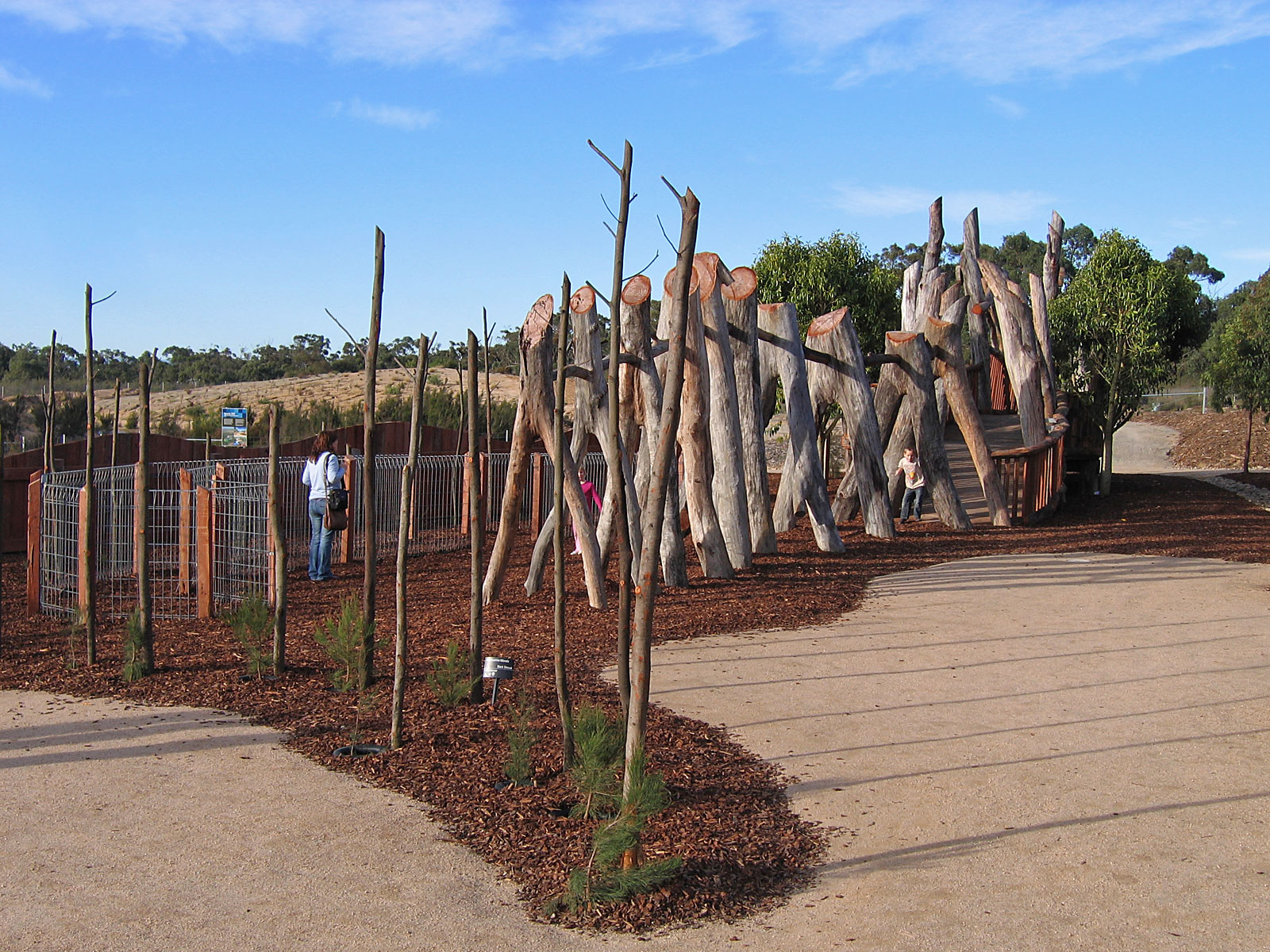
Kids Backyard

### Red Sand Garden
Red Sand Garden je ústředním prvkem Australian Garden. Je upravena ze zářivě červeného písku s kruhy slanomilné vegetace a půlměsícem ve tvaru mohyly, jejichž cílem je odrážet tvary a barvy nacházející se ve střední Austrálii. Zahrada je navržena tak, aby ukázala sezónní luční květiny, které lze vidět v pouštích střední Austrálie. Součástí kompozice jsou obrovské pravidelné geometrické vzory.

### Exhibition Gardens
Je zde vytvořeno pět ukázkových zahrad, jejichž cílem je ukázat způsob, jak lze původní australské rostliny použít v domácí zahradě.
Diversity Garden předvádí řadu původních rostlin z různých klimatických zón v Austrálii. Water Saving Garden ukazuje skupiny rostlin s podobnými potřebami vody a vybírá rostliny, které vyžadují minimální zálivku v zahradě. Future Garden nabízí různé alternativní způsoby zahradnictví, jako například speciální rostlinné možností a nové způsoby mulčování. Home Garden ukazuje běžné původní rostliny. Kid’s Backyard využívá přírodní rostlinné materiály recyklované na tvorbu dětského hřiště, které přírodní rostlinné materiály jsou zde využity místo běžných plastových a kovových konstrukcí běžně vyskytujících na australských dvorcích. 

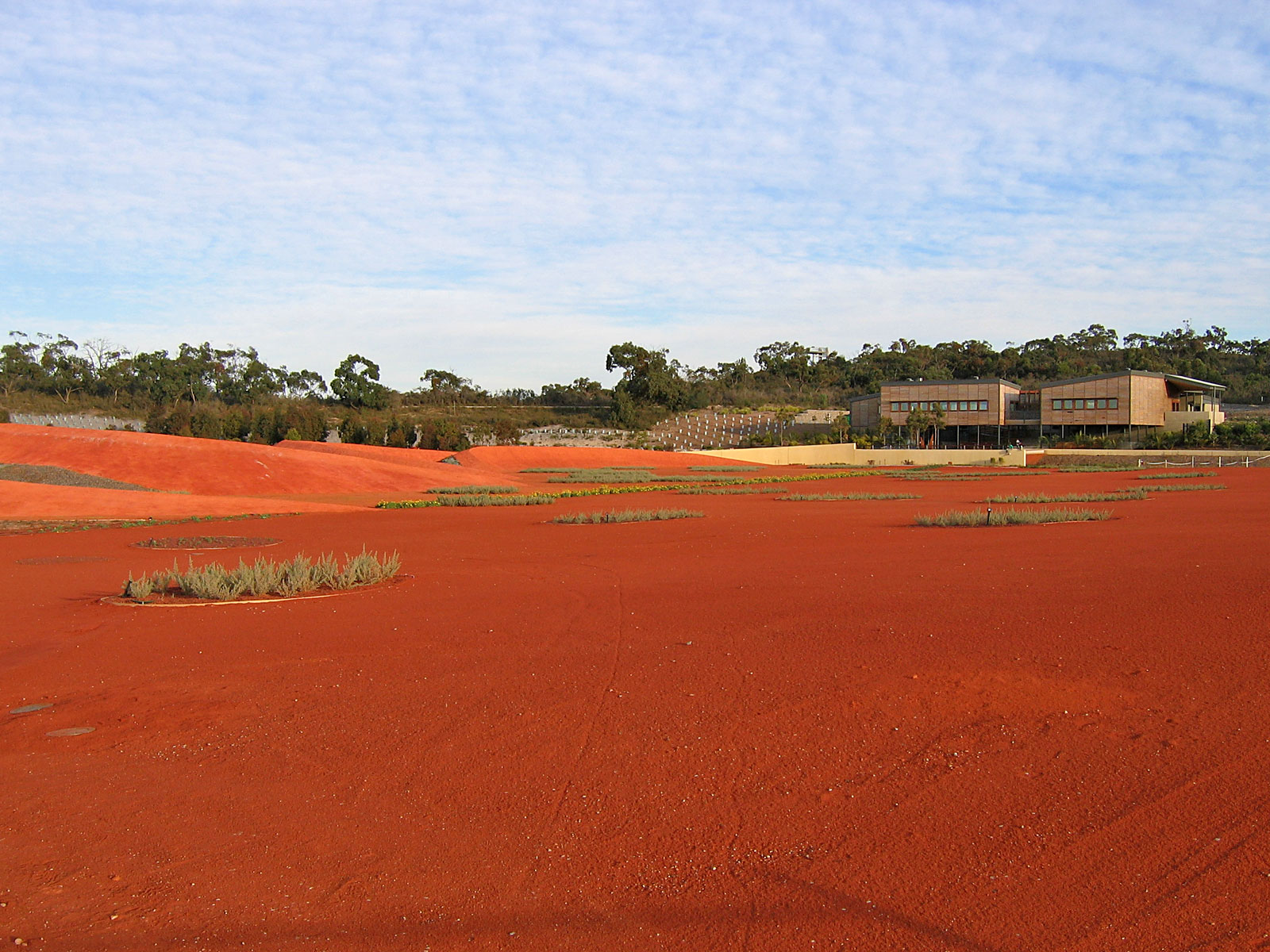
Pohled přes Red Sand Garden k Visitor Centre

### Arid Garden a Dry River Bed
Tyto zahrady ukazují roli vody v australské krajině. Mnoho částí Austrálie je náchylných na střídavé sucho a povodně. Proto se rostliny musely vývojově vyrovnat s delšími obdobími intenzivního tepla, sucha a buď sezónními nebo nepravidelnými přívaly velkého množství vody.

### Eucalypts Walk
Blahovičníky jsou všudypřítomným rysem australské krajiny. Asi 700 druhů se nachází v prakticky všech biotopech. Eucalypts Walk nabízí pět zahrad ukazující některé dobře známé druhy eukalyptu, zahrady jsou nazvané Ironbark Garden, Box Garden, Peppermint Garden, Bloodwood Garden a Stringybark Garden. Tyto stromy jsou na počátku 21. století mladé sazenice, ale budou-li i nadále růst, stanou se z nich vzrostlé dřeviny již v průběhu dalšího století.

### Další prvky
Rockpool Waterway a Escarpment Wall jsou inspirovány typy vodních toků a srázů, které se mohou vyskytovat v některých částech centrální Austrálie, jako je Uluru a Kings Canyon. K dispozici jsou také ukázky australských orchidejí ve sklepení pod návštěvnickým centrem, Serpentine Path, a Desert Discovery Camp v Arid Garden určený pro dětské hry a výuku.
Australian Garden také provozuje informační servis pro návštěvníky v rámci návštěvnického centra, nabízí procházky s průvodcem a vzdělávací programy, dobrovolnické zahradnické kursy pro pomoc a rady ohledně využití australských rostlin. V místě je také obchod se suvenýry a licencovaná kavárna.

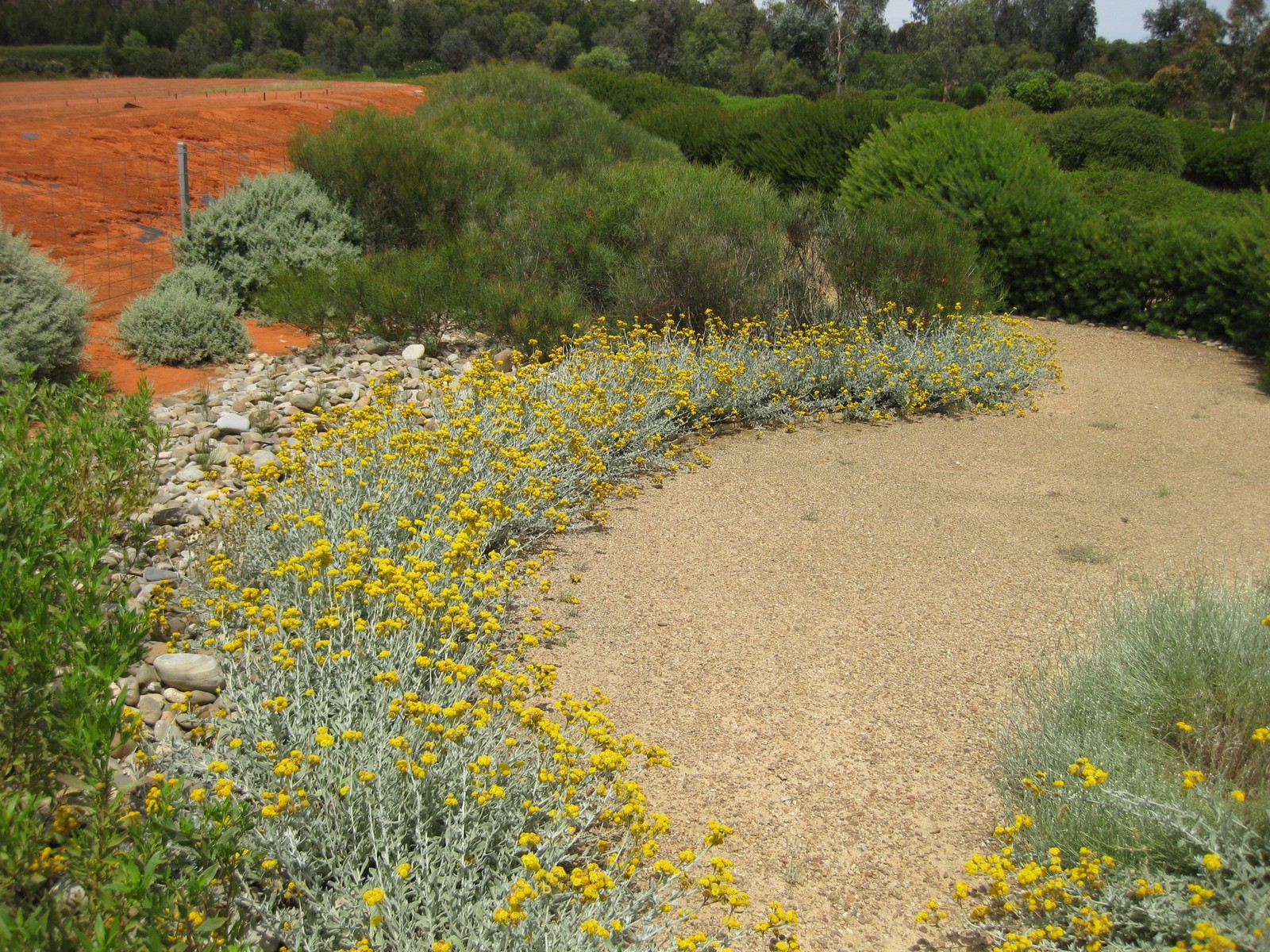
Použití původních rostlin ve výsadbě
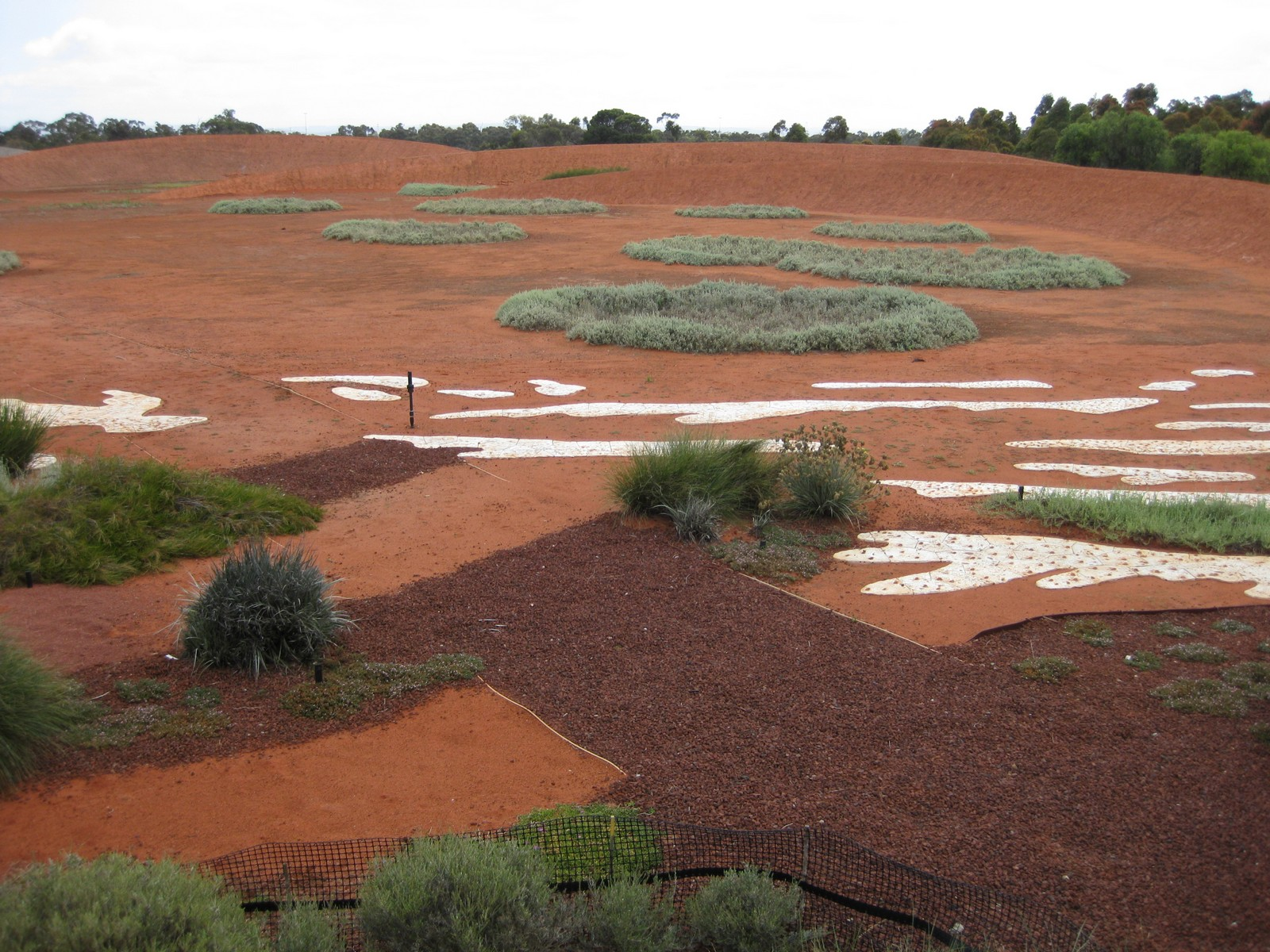
Použití různých povrchů (textur)
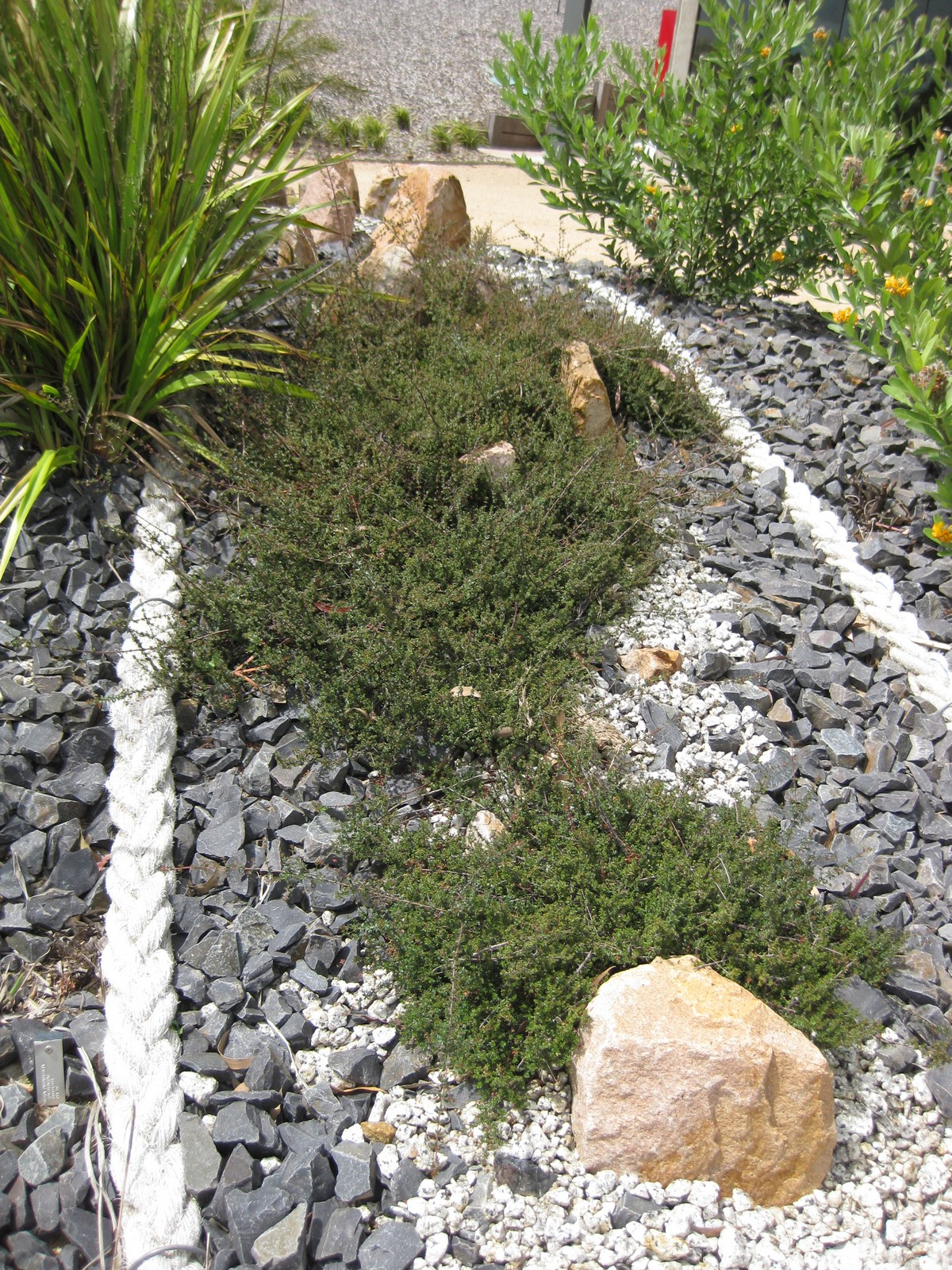
Způsob oddělení taxonů v botanické zahradě
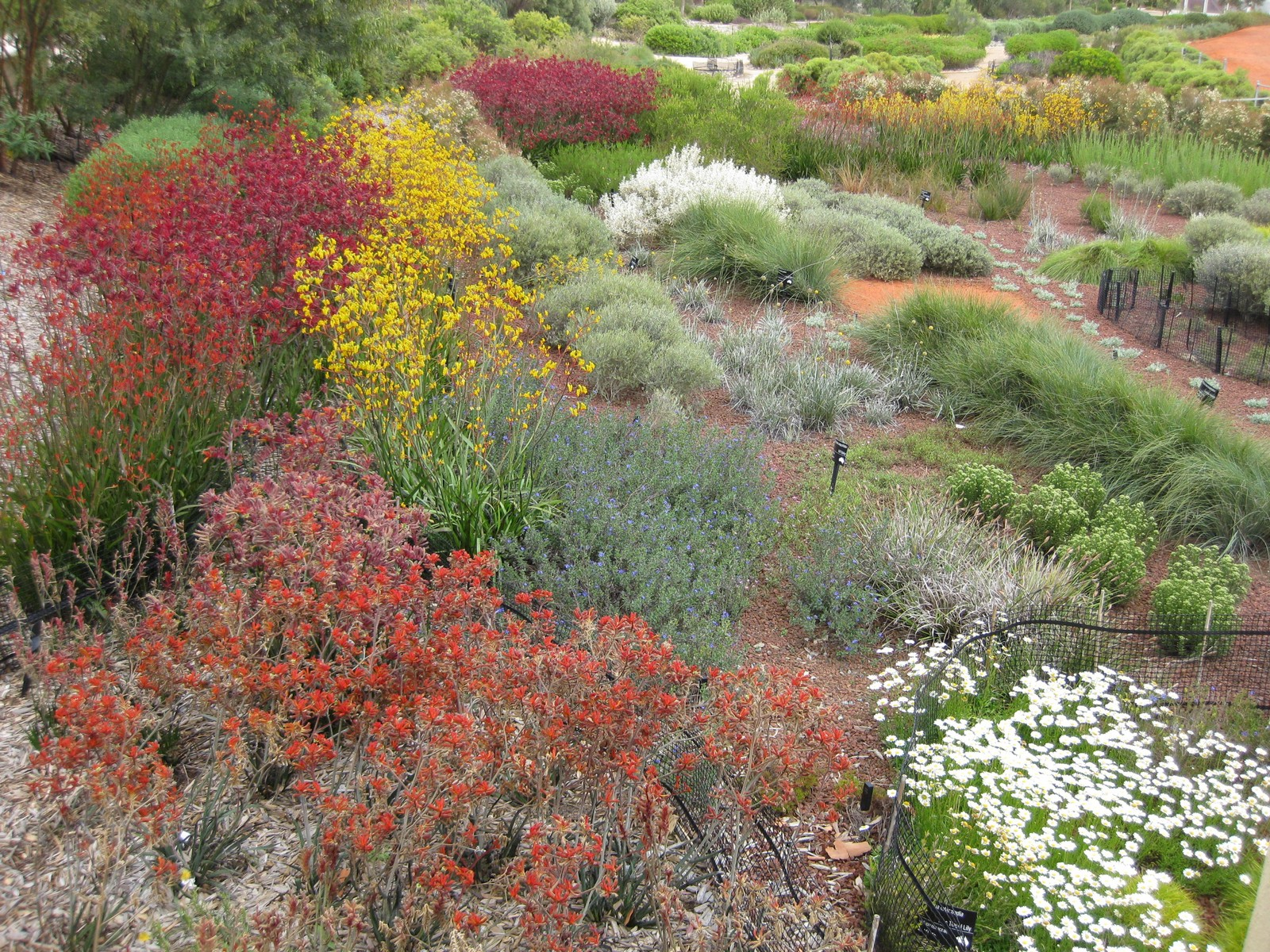